# Reza Asari
Reza Asari (* 17. Dezember 1970 in Teheran, Iran) ist ein österreichischer Chirurg und assoziierter Universitätsprofessor an der Medizinischen Universität Wien.

## Leben
Asari besuchte von 1977 bis 1985 die Volks- und Mittelschule und anschließend bis 1990 das naturwissenschaftliche Bundesoberstufenrealgymnasium und schloss es mit der Matura ab. Danach studierte er Medizin und wurde 1999 an der Universität Wien promoviert. Während seines Studiums sammelte er Erfahrungen bei Auslandsaufenthalten im Krankenhaus von Sajad (Iran) und im Eastbourne Hospital NHS Trust (England).
Asari publizierte 75 Forschungsarbeiten in namhaften wissenschaftlich Journalen wie The Lancet und arbeitete mit Experten wie Matthias Preusser und Ferdinand Mühlbacher zusammen. Sein h-Index beträgt 23. Zu seinen Schwerpunkten zählt die chirurgische Onkologie, die Viszeralchirurgie und die Endokrinologie. Asari gilt als Netzwerker, insbesondere in seiner Position als Vorstand in der österreichischen Gesellschaft für Chirurgische Onkologie, wo er als Tagungspräsident zu wissenschaftlichen Fortschritten im Fachbereich in Erscheinung trat.